# Cosmognathia
Cosmognathia is een geslacht in de taxonomische indeling van de tandmondwormen (Gnathostomulida).

## Soorten
- Cosmognathia aquila
- Cosmognathia arcus
- Cosmognathia bastillae
- Cosmognathia manubrium